# Lesley Lokko
Lesley Naa Norle Lokko OBE (Dundee, 1964) és una arquitecta, acadèmica i novel·lista escocesa, d'origen ghanès. De 2019 a 2020, va ser professora i va exercir com a degana de la Bernard and Anne Spitzer School of Architecture de Nova York, a més d'ocupar càrrecs docents i altres a Johannesburg, Londres, Accra i Edimburg.
El 2015, Lokko va establir la Graduate School of Architecture (GSA) a la Universitat de Johannesburg, una escola africana dedicada a l'educació postgrau en arquitectura. Va tornar a Accra, Ghana, el 2021 i va establir l'African Futures Institute, una escola de postgrau d'arquitectura i una plataforma d'esdeveniments públics.
El gener de 2024, Lokko va ser anunciada pel Royal Institute of British Architecture (RIBA) com a destinatària de la Royal Gold Medal, un dels honors més alts del món per a l'arquitectura. Va ser nomenada a la llista de les 100 persones més influents del 2024 de la revista TIME.

## Primers anys i educació
Lesley Lokko va néixer el 1964 a Dundee, filla d'un cirurgià ghanès i d'una mare jueva escocesa, i va créixer a Ghana i Escòcia.  Amb 17 anys, va assistir a un internat privat a Anglaterra. Va començar a estudiar hebreu i àrab a la Universitat d'Oxford, però va abandonar el programa per anar als Estats Units. Es va graduar a la Bartlett School of Architecture, University College de Londres, amb una llicenciatura (Arch) el 1992, i un març el 1995, i es va doctorar en arquitectura per la Universitat de Londres el 2007.

## Carrera

### Com a escriptora i editora
Gran part de l'escrit de Lokko conté temes sobre la identitat cultural i racial. Ha donat conferències amb freqüència a Sud-àfrica, i també ha ensenyat al Regne Unit i als Estats Units. També escriu regularment per a The Architectural Review. Va ser editora de White Papers, Black Marks: Race, Culture, Architecture (University of Minnesota Press, 2000), i redactora en cap de FOLIO: Journal of Contemporary African Architecture, a més de formar part del consell editorial d’ARQ (Cambridge), i un editor de sèrie de Design Research in Architecture (UCL Press).
L'any 2004, Lokko va publicar la seva primera novel·la, Sundowners, un dels 40 més venuts de Guardian, després d'11 novel·les més, incloses Saffron Skies (2005), Bitter Chocolate (2008), One Secret Summer (2010), A Private Affair (2011) i Petites mentides blanques (2014). Tal com va caracteritzar The Scotsman l'any 2012, el que Lokko escriu «és 'glam il·luminat' amb dones en tasques emocionants i de gran vol que es mouen arreu del món fregant-se les espatlles i altres parts amb homes tortuosos de les files superiors de l'alta societat en torsió, filament intel·ligent. contes». El 2020, es va traslladar d'Orion a PanMacmillan amb la seva novel·la Soul Sisters.
Va contribuir amb un assaig titulat No més de tres, si us plau! a l'antologia del 2019 New Daughters of Africa (editat per Margaret Busby).

### Arquitectura
Lokko ha ensenyat arquitectura a tot el món. Abans de sortir dels Estats Units, va ser professora assistent d'arquitectura a la Universitat Estatal d'Iowa de 1997 a 1998 i a la Universitat d'Illinois a Chicago de 1998 a 2000. L'any 2000, es va convertir en professora visitant d'arquitectura de Martin Luther King a la Universitat de Michigan. Després va tornar al Regne Unit durant gairebé una dècada, donant classes d'arquitectura a la Universitat de Kingston, a la Universitat del Nord de Londres i, finalment, a la Universitat de Westminster, on va establir l'actual programa de Màster en Arts en el camí d'Arquitectura, Identitat Cultural i Globalització (MACIG).
Lokko va ser nomenada per primera vegada erudita africana visitant a la Universitat de Ciutat del Cap quan va tornar a Sud-àfrica. Cansada de les permanències d'Europa, Lokko, en col·laboració amb la Universitat de Johannesburg, va establir la Graduate School of Architecture (GSA) el 2014/2015 i es va convertir en la directora. La GSA, inspirada en la Graduate School of Design de la Universitat Harvard i la London's Architectural Association, és l'única escola del continent que ofereix la forma d'ensenyament del sistema d'unitats.
El 2015, Lokko es va convertir en directora de l'escola de postgrau acabada de crear i professor associat d'arquitectura a la Universitat de Johannesburg. Va fundar la GSA en un moment d'imperatius polítics a Sud-àfrica i va ser testimoni de les protestes estudiantils a gran escala, amb l'aixecament conscient de la identitat nacional a la Sud-àfrica postcolonial.
El juny de 2019, va ser nomenada degana de la Bernard and Anne Spitzer School of Architecture del City College de Nova York, romanent en aquest càrrec fins al 2020.
De tornada a Ghana, el 2021 va fundar i és directora de l'African Futures Institute (AFI), una escola de postgrau d'arquitectura i plataforma d'esdeveniments públics a Accra.
El 2021, Lokko va ser nomenada comissària de la 18a Biennal d'Arquitectura de Venècia, del 2023. Es va convertir en la primera comissària negra de la Biennal. L'exposició portava per títol El laboratori del futur, amb els temes bessons de descolonització i descarbonització que ofereixen una visió de les pràctiques futures i les maneres de veure i d'estar al món, i Lokko va dir: «És impossible construir un món millor si primer no s'ho pot imaginar». The RIBA Journal, reconeixent la intenció de Lokko de rompre la història imperant de l'arquitectura que subrepresentava i excloïa moltes persones i llocs, va observar que, amb arquitectes i artistes d'Àfrica i de la diàspora africana per primera vegada que comprenien la majoria dels col·laboradors de la Biennal, i un equilibri de gènere de 50-50, «El resultat és una exposició atrevida i complexa; això sembla urgent i profundament sentit. És incòmode i edificant, ens obliga a enfrontar-nos a la violència i la destrucció ambiental de la qual l'arquitectura és còmplice».

## Honors, premis i reconeixements
El 2020, Lokko va rebre el premi RIBA Annie Spink a l'excel·lència en l'educació en arquitectura. Va seguir el 2021 amb el Premi Ada Louise Huxtable per la contribució a l'arquitectura.
L'any 2023, Lokko va ser nomenada Oficial de l'Orde de l'Imperi Britànic (OBE) pels serveis a l'arquitectura i l'educació.
El gener de 2024, Lokko va ser anunciat pel Reial Institut d'Arquitectes Britànics (RIBA) com a destinatari de la Royal Gold Medal, un dels honors més alts del món per a l'arquitectura, atorgat en reconeixement del treball de tota una vida a persones que han tingut una influència significativa, directament o indirecta sobre l'avenç de l'arquitectura. Tal com va assenyalar Oliver Wainwright a The Guardian, és la primera dona africana i només la segona arquitecta negra a ser escollida per al premi des que es va presentar per primera vegada el 1848.
El president de RIBA, Muyiwa Oki, va descriure-la com [una] ferotge defensora de l'equitat i la inclusió en tots els aspectes de la vida, va dir: «L'enfocament progressiu de Lesley Lokko a l'educació en arquitectura ofereix esperança per al futur, una professió que acull persones de tots els àmbits de la vida, considera les necessitats del nostre entorn i reconeix un ampli ventall de cultures i perspectives. Lesley, una agent visionària del canvi, ha dedicat la seva vida a defensar-les valors, no només a través dels esforços acadèmics, sinó a través del seu treball com a autora i comissària. Continua sent una força revolucionària humil, amb la seva ambició i optimisme gravant una empremta indeleble en l'escenari arquitectònic global».
El 2024, Lokko va figurar a la llista Time 100 de les 100 persones més influents del món.
El desembre de 2024, Lesley Lokko va ser inclosa a la llista de les 100 dones de la BBC.
- 2000: Llibres blancs, marques negres: raça, cultura, arquitectura

- 2004: Capvespres[41]

- 2005: Saffron Skies

- 2008: Xocolata amarga

- 2009: Noia rica, noia pobra[42]

- 2010: Un estiu secret

- 2011: Un assumpte privat

- 2012: Un engany absolut<

- 2014: Petites mentides blanques

- 2016: The Last Debutante[43]

- 2021: Soul Sisters[44]

### Com a editora
- 2000: Llibres blancs, marques negres: arquitectura, raça, cultura

- 20 17: FOLIO: Journal of Contemporary African Architecture Vol. 1[1]

- 2020: FOLIO: Journal of Contemporary African Architecture Vol. 2[45]